# Vasco
Vasco – belgijska, historyczno-przygodowa seria komiksowa, stworzona przez Gilles'a Chailleta, publikowana od 1983 do 2019 nakładem wydawnictwa Le Lombard. Chaillet był scenarzystą wszystkich tomów i rysownikiem tomów 1–21. Autorem ilustracji do tomów 22–24 jest Frédéric Toublanc, a do tomów 25–30 Dominique Rousseau. Mimo śmierci Chailleta w 2011 seria była kontynuowana, ponieważ zachowały się jego niezrealizowane wcześniej scenariusze kolejnych części. Po polsku dwa pierwsze tomy ukazały się nakładem wydawnictwa Pegasus w 1990, a od 2016 serię publikuje  wydawnictwo Kurc w albumach zbiorczych liczących po trzy tomy każdy.

## Fabuła
Cykl rozpoczyna się w Rzymie w 1347 roku. Opowiada o przygodach młodego florentczyka Vasco Baglioni, członka rodziny bankierskiej, uwikłanego w intrygi, których stawką są władza i pieniądze.

## Tomy
| Tom | Tytuł i rok I wydania polskiego   | Tytuł i rok I wydania oryginalnego   | Uwagi |
| --- | --------------------------------- | ------------------------------------ | --- |
| 1   | Złoto i żelazo (1990)             | L'or et le fer (1983)                | Po polsku tomy te ukazały się w albumie zbiorczym pt. Vasco. Księga 1 w 2016. Ponadto tomy 1. i 2. ukazały się w 1990 w formie pojedynczych albumów. |
| 2   | Więzień Szatana (1990)            | Le prisonnier de Satan (1984)        | Po polsku tomy te ukazały się w albumie zbiorczym pt. Vasco. Księga 1 w 2016. Ponadto tomy 1. i 2. ukazały się w 1990 w formie pojedynczych albumów. |
| 3   | Bizantyjka (2016)                 | La Byzantine (1984)                  | Po polsku tomy te ukazały się w albumie zbiorczym pt. Vasco. Księga 1 w 2016. Ponadto tomy 1. i 2. ukazały się w 1990 w formie pojedynczych albumów. |
| 4   | Nocna straż (2017)                | Les sentinelles de la nuit (1986)    | Po polsku tomy te ukazały się w albumie zbiorczym pt. Vasco. Księga 2 w 2017.                                                                        |
| 5   | Baronowie (2017)                  | Les Barons (1987)                    | Po polsku tomy te ukazały się w albumie zbiorczym pt. Vasco. Księga 2 w 2017.                                                                        |
| 6   | Mroki nad Wenecją (2017)          | Ténèbres sur Venise (1987)           | Po polsku tomy te ukazały się w albumie zbiorczym pt. Vasco. Księga 2 w 2017.                                                                        |
| 7   | Diabeł i katarzy (2018)           | Le Diable et le Cathare (1988)       | Po polsku tomy te ukazały się w albumie zbiorczym pt. Vasco. Księga 3 w 2018.                                                                        |
| 8   | Droga do Montségur (2018)         | Le Chemin de Montségur (1989)        | Po polsku tomy te ukazały się w albumie zbiorczym pt. Vasco. Księga 3 w 2018.                                                                        |
| 9   | Pył Isfahanu (2018)               | Poussière d'Ispahan (1990)           | Po polsku tomy te ukazały się w albumie zbiorczym pt. Vasco. Księga 3 w 2018.                                                                        |
| 10  | Psy Bahrama Gura (2019)           | Les Chiens de Bâhrâm Ghör (1991)     | Po polsku tomy te ukazały się w albumie zbiorczym pt. Vasco. Księga 4 w 2019.                                                                        |
| 11  | Zakazane królestwo (2019)         | Le Royaume interdit (1992)           | Po polsku tomy te ukazały się w albumie zbiorczym pt. Vasco. Księga 4 w 2019.                                                                        |
| 12  | Książęta czerwonego miasta (2019) | Les Princes de la ville rouge (1993) | Po polsku tomy te ukazały się w albumie zbiorczym pt. Vasco. Księga 4 w 2019.                                                                        |
| 13  | Grabarze Belzebuba (2020)         | Les Fossoyeurs de Belzébuth (1994)   | Po polsku tomy te ukazały się w albumie zbiorczym pt. Vasco. Księga 5 w 2020.                                                                        |
| 14  | Czary (2020)                      | Sortilèges (1996)                    | Po polsku tomy te ukazały się w albumie zbiorczym pt. Vasco. Księga 5 w 2020.                                                                        |
| 15  | Widmo z Brugii (2020)             | Le Fantôme de Bruges (1997)          | Po polsku tomy te ukazały się w albumie zbiorczym pt. Vasco. Księga 5 w 2020.                                                                        |
| 16  | Pamiętnik z podróży (2023)        | Mémoires de voyages (1998)           | Tom specjalny wydany po polsku w albumie zbiorczym pt. Vasco. Księga 7 w 2023.                                                                       |
| 17  | Bestia (2021)                     | La Bête (1999)                       | Po polsku tomy te ukazały się w albumie zbiorczym pt. Vasco. Księga 6 w 2021.                                                                        |
| 18  | Rienzo (2021)                     | Rienzo (2000)                        | Po polsku tomy te ukazały się w albumie zbiorczym pt. Vasco. Księga 6 w 2021.                                                                        |
| 19  | Cienie przeszłości (2021)         | Les Ombres du passé (2001)           | Po polsku tomy te ukazały się w albumie zbiorczym pt. Vasco. Księga 6 w 2021.                                                                        |
| 20  | Dog z Brocéliande (2023)          | Le Dogue de Brocéliande (2003)       | Po polsku tomy te ukazały się w albumie zbiorczym pt. Vasco. Księga 7 w 2023.                                                                        |
| 21  | Klan Mac Douglasów (2023)         | Le Clan Mac Douglas (2005)           | Po polsku tomy te ukazały się w albumie zbiorczym pt. Vasco. Księga 7 w 2023.                                                                        |
| 22  | Czarna dama (2024)                | La Dame noire (2007)                 | Po polsku tomy te ukazały się w albumie zbiorczym pt. Vasco. Księga 8 w 2024.                                                                        |
| 23  | Biała śmierć (2024)               | La Mort blanche (2009)               | Po polsku tomy te ukazały się w albumie zbiorczym pt. Vasco. Księga 8 w 2024.                                                                        |
| 24  | Przeklęta wioska (2024)           | Le Village maudit (2012)             | Po polsku tomy te ukazały się w albumie zbiorczym pt. Vasco. Księga 8 w 2024.                                                                        |
| 25  | Dzieci Wezuwiusza (2025)          | Les Enfants du Vésuve (2013)         | Po polsku tomy te ukazały się w albumie zbiorczym pt. Vasco. Księga 9 w 2025.                                                                        |
| 26  | Pogrzebane miasto (2025)          | La Cité ensevelie (2015)             | Po polsku tomy te ukazały się w albumie zbiorczym pt. Vasco. Księga 9 w 2025.                                                                        |
| 27  | Cytadele z piasku (2025)          | Les Citadelles du sable (2016)       | Po polsku tomy te ukazały się w albumie zbiorczym pt. Vasco. Księga 9 w 2025.                                                                        |
| 28  |                                   | I Pittori (2017)                     | |
| 29  |                                   | Affaires lombardes (2018)            | |
| 30  |                                   | L'Or des glaces (2019)               | |